# Megabazos
Megabazos (altgriechisch Μεγάβαζος; † vor 493 v. Chr.) war ein Feldherr und Statthalter (Satrap) im persischen Großreich der Achämeniden. Herodot berichtete bezogen auf dessen Sohn Megabates, dass die Familie des Megabazos selbst der Achämenidendynastie angehört habe.
Megabazos begleitete den Großkönig Dareios I. im Jahr 513 v. Chr. auf den Feldzug gegen die Skythen in Europa. Nachdem dieser ergebnislos abgebrochen werden musste, wurde Megabazos als Oberbefehlshaber eines 80.000-Mann-Heeres in Europa zurückgelassen, mit dem Auftrag, die Griechenstädte am Hellespont zu unterwerfen. Nachdem dies mit der Einnahme von Perinthos erfolgreich umgesetzt wurde, sicherte er auch die Küstenregionen Thrakiens dem persischen Einfluss. Danach erhielt Megabazos den Befehl zur Deportation der Päonier, die im heutigen Westbulgarien entlang des Strymon siedelten. Die Päonier bezwang er, indem er deren Heer, das an der Ägäisküste versammelt war, umging, um so die unbewachten Städte niederbrennen zu können. Darauf ergaben sich die Päonier, die in neue Landschaften umgesiedelt wurden, unter anderem nach Phrygien.
Während des Päonienfeldzuges nahm Megabazos die Gelegenheit wahr, die westlich der Päoner siedelnden Makedonen tributpflichtig zu machen. König Amyntas I. überreichte ihm auch bereitwillig Erde und Wasser als Zeichen der Unterwerfung, allerdings kam es dabei zu Misshelligkeiten, nachdem die Angehörigen der persischen Delegation zur Beleidigung der Makedonen deren Frauen bedrängten. Prinz Alexandros vergalt dies damit, indem er mit seinen Anhängern die persischen Diplomaten ermordete. Der Konflikt wurde erst später durch die Ehe von Megabazos’ Sohn, Bubares, mit der Makedonenprinzessin Gygaia beigelegt.
Auf seinem Rückzug aus Europa ließ Megabazos dem Großkönig eine Warnung bezüglich der Kolonisation von Myrkinos im Edonerland durch den Tyrann von Milet, Histiaios, zukommen. Nach seiner Rückkehr in Kleinasien übernahm er die Provinz (Satrapie) Phrygien mit der Residenz Daskyleion.
Megabazos hatte vier namentlich bekannte Söhne:
- Oibares; wird 493 v. Chr. als Satrap von Daskyleion genannt[7]
- Bubares; Ingenieur des Athos-Kanals
- Megabates; Flottenkommandant und Satrap von Daskyleion
- Pherendates; fiel um 465 v. Chr. als Feldherr in der Schlacht am Eurymedon[8]

## Weblink
- Jona Lendering: Megabazus. In: Livius.org (englisch)